# Ячменный чай
Мугитя (яп. 麦茶, «ячменный чай») — японский напиток, приготовляемый из обжаренного ячменя.
Неочищенные зёрна ячменя хорошо прожаривают, а затем заваривают и пьют холодным. Мугитя имеет золотисто-коричневый цвет.
Известно, что напитки на основе жареного ячменя существовали уже в эпоху Хэйан. Они стали популярны у простолюдинов в эпоху Эдо. С распространением холодильников в 1950-е годы холодный мугитя стал популярным летним напитком. Он повсеместно продаётся в магазинах и автоматах.
Аналогичный напиток известен также в Китае, где называется «дамайча» (кит. трад. 大麥茶, упр. 大麦茶, пиньинь dàmàichá), и в Корее, где называется «поричха» (кор. 보리차).
Существуют и другие похожие напитки — например, напиток на основе жареной гречки называется в Японии собатя. Мугитя не очень полезен для здоровья, один килограмм чая может содержать до 600 мкг акриламида.